# Musée de l’Armée
Musée de l’Armée – Muzeum Armii, znajduje się w Les Invalides, w Paryżu. Dzieli się ono na 2 sekcje:
- Pierwsza przedstawia oręża i zbroje powstałe między XIII, a XVII wiekiem. Jest podzielona na 8 pomieszczeń:
  - Kolekcja Korony Francuskiej – pomieszczenie to było dawniej refektarzem, w którym goście zwykli jadać posiłki. Ozdobiony jest malowidłami ściennymi, autorstwa Josepha Parrocela, które były odrestaurowywane w 2005 roku. Teraz znajdują się tam prestiżowe obiekty z Francji lub z zagranicznych, królewskich kolekcji.
  - Sala Średniowieczna – poświęcona wojnom z XIII, XIV i XV wieku, zawiera zbroje oraz broń, a w szczególności niezwykłą kolekcję mieczy.
  - Sala Ludwika XIII – znajdują się w niej zbroje i broń z XVI i XVII wieku.
  - Galeria Uzbrojenia – wystawiona jest tam broń, które pokazują i odtwarzają atmosferę wojny z przeszłości.
  - Sala Potyczek, Zawodów i Polowań – w tej sali znajdują się broń używane przez szlachtę podczas polowań i specjalnie zaprojektowane zbroje, używane w Europie od końca Średniowiecza do połowy XVII wieku.
  - Pomieszczenia Orientalne – można tam znaleźć kolekcję przedmiotów z Bliskiego i Dalekiego Wschodu, wytworzonych między XV, a wczesnym XX wiekiem. Przedstawiają one militarną spuściznę takich cywilizacji jak: Imperium Osmańskie, Persja, Mongolia, Chiny i Japonia.
  - Sala Rusznic – jest tam wiele arcydzieł, które dają pojęcie o sztuce Francji i innych europejskich twórców wczesnych, przenośnych broni palnych.
  - Sala Europejska – to pomieszczenie podzielone jest na 3 sekcje, które pokazują dzieła wielkich, europejskich metalurgów. W tej sali przeważają zbroje. Twory włoskie, niemieckie i francuskie z XVI i XVII wieku są ukazane dzięki kolekcji zbroi, stworzonych przez największych artystów wszech czasów.
- Druga sekcja przedstawia broń, pojazdy i inne eksponaty, dotyczące I i II wojny światowej.